# Hjalmar Särström
Halmar Fritiof Särström, född 4 februari 1880 i Norrköping, död 7 juni 1959 i Falsterbo församling, var en svensk skulptör.
Han var son till verkmästaren Carl Leonard Särström och Eufemia Georgina Sturkell och från 1909 gift med Elna Schwartz-Särström. Efter studier i modellering och teckning vid aftonskolan i Norrköping började Särström utföra byster och porträttmedaljonger. På uppmaning av Carl Eldh reste han till Paris 1908 för att fördjupa sina kunskaper i skulpturering. I Paris studerade han vid bland annat vid Académie Colarossi och fick samtidigt djupa impulser från sin lärare Antoine Bourdelle och verk efter skulptörerna Auguste Rodin och Antoine-Louis Barye. För att kunna avbilda dur bedrev han intensiva studier i de zoologiska trädgårdarna i Berlin och Köpenhamn. Efter sina studier återvände han till Sverige 1914. Separat ställde han ut i Norrköping och han medverkade några gånger i Salon d´Automne i Paris och i Svenska konstnärernas förenings utställning på Liljevalchs konsthall och Salongerna i samma lokal samt Sveriges allmänna konstförenings vårsalonger och Svensk konst på Valand-Chalmers i Göteborg 1925. Han medverkade i några enstaka utställningar i Berlin, Oslo och på Charlottenborg. Hans arbeten består av porträtt och djurstudier utförda i marmor, brons, terrakotta och trä. Särström är representerad vid Norrköpings konstmuseum. Makarna Särström är begravda på Falsterbo gamla kyrkogård.        